# Schweizer Tanzsport Verband
Der Schweizer Tanzsport Verband (STSV) betreut den Tanzsport (in den Disziplinen Standard und Latein) in der Schweiz. Er hat laut Statuten seinen Sitz in Bern, wobei auf der Website als Kontakt- bzw. Verwaltungsadresse Basel angegeben ist.
Der Verband ist laut eigenen Statuten auch unter dem französischen Namen Fédération Suisse de Danse Sportive (FSDS), dem italienischen Namen Federazione Svizzera di Danza Sportiva (FSDS) sowie dem englischen Namen Swiss DanceSport Association (SDSA) bekannt.
Seit Juni 2024 tritt der Verband auch unter der Marke Swiss Dancesport auf.
Der STSV ist Mitglied des Tanzsport-Weltverbands World Dance Sport Federation (WDSF) sowie Mitglied des Schweizer Dachverbandes Swiss Dance Sport Federation (SDSF).
Die SDSF (und damit auch der STSV) ist Mitglied von Swiss Olympic (dem Nationalen Olympischen Komitee der Schweiz).

## Zweck
Zweck des STSV ist es, die Mitgliedsvereine zu einem nationalen Sportverband zu vereinigen und deren Interessen gegenüber Dachverbänden, Behörden und Organisationen im In- und Ausland zu vertreten sowie den Tanzsport in der Schweiz zu unterstützen.

## Struktur
Der Verband hat folgende Organe bestimmt:
- die Delegiertenversammlung
- den Vorstand
- die Präsidentenkonferenz
- die Rechnungsrevisoren

Präsident ist Walter Vogt (Stand 2024).

## Vereine
Stand 2024 vertritt der STSV folgende 18 Tanzsportvereine:
- Happy Dancers Baden (HDB)
- Tanzsportclub Basilisk (TSB)
- Tanz Sport Bern (TSBE)
- Geneva KapDanse Club (GKDC)
- Ballroom Dancing Club Genève (BDCG)
- Tanz-Sport-Club Luzern (TSCL)
- New Horizon Dance Club (NHDC)
- Ticino Dance Sport Club (TDSC)
- Teen Dance Club Frauenfeld (TDC)
- Académie Lucky Danse Lausanne (ALDL)
- Tanzsport Club Zug (TSCZ)
- Dance Unlimited Zürich (DUZ)
- Tanzgesellschaft Galactic Stars (TGS)
- Turnier-Tanzsportklub Zürich (TTZ)
- Dance Sport Academy Ticino (DSAT)
- Club Danse Azur Sion (CDAS)
- Club de Danse STEPS (STEPS)
- Unico Dance Club (UDC)